# Édouard Rinfret
Pour les articles homonymes, voir Rinfret.
Édouard-Gabriel Rinfret, né le 12 mai 1905 à Saint-Jérôme et mort le 11 janvier 1994 à Montréal, est un avocat et député fédéral du Québec. De 1977 à 1980, il occupe le poste de juge en chef du Québec.

## Biographie
Né à Saint-Jérôme dans les Laurentides en 1905, il est le fils du juge Thibaudeau Rinfret et de Georgine Rolland, fille de Stanislas-Jean-Baptiste Rolland et petite-fille de Jean-Baptiste Rolland.
Il devint député du Parti libéral du Canada dans la circonscription d'Outremont lors des élections de 1945. Réélu en 1949, il démissionna en 1952 pour accepter un poste de juge à la cour d'appel du Québec dont il fut juge en chef de 1977 à 1980.
Tout au long de sa carrière, le juge Rinfret s'est toujours intéressé aux arts et aux lettres. C'est surtout le théâtre qui capta son attention. C'est lui qui organisa le Festival national de théâtre qui se déroula à Montréal en 1961. Il fut récipiendaire du Canadian Drama Award. En 1975, il publia un répertoire analytique de pièces de théâtre intitulé « Le Théâtre canadien d'expression française ». Il épouse en premières noces Fernande Herdt dont il aura, avec elle, deux fils Claude née en 1930 et André née en 1932. À la mort de sa première épouse, Édouard épousera en secondes noces Marcelle Landreau connue sous le nom de Nicole Germain en 1982. Il meurt à Montréal en janvier 1994 .
Durant son passage à la Chambre des communes du Canada, il fut ministre des Postes de 1949 à 1952.

## Archives
Un fonds d’archives G.-Édouard Rinfret (MSS58) est conservé au centre d’archives de Montréal de Bibliothèque et Archives nationales du Québec. Il y a aussi un fonds Fonds Gabriel-Édouard Rinfret à Bibliothèque et Archives Canada. 

## Distinctions
- 1983 : Officier de l'Ordre du Canada